# Kellé
Kellé è un centro abitato della Repubblica del Congo, situato nella regione di Cuvette-Ovest.